# 963

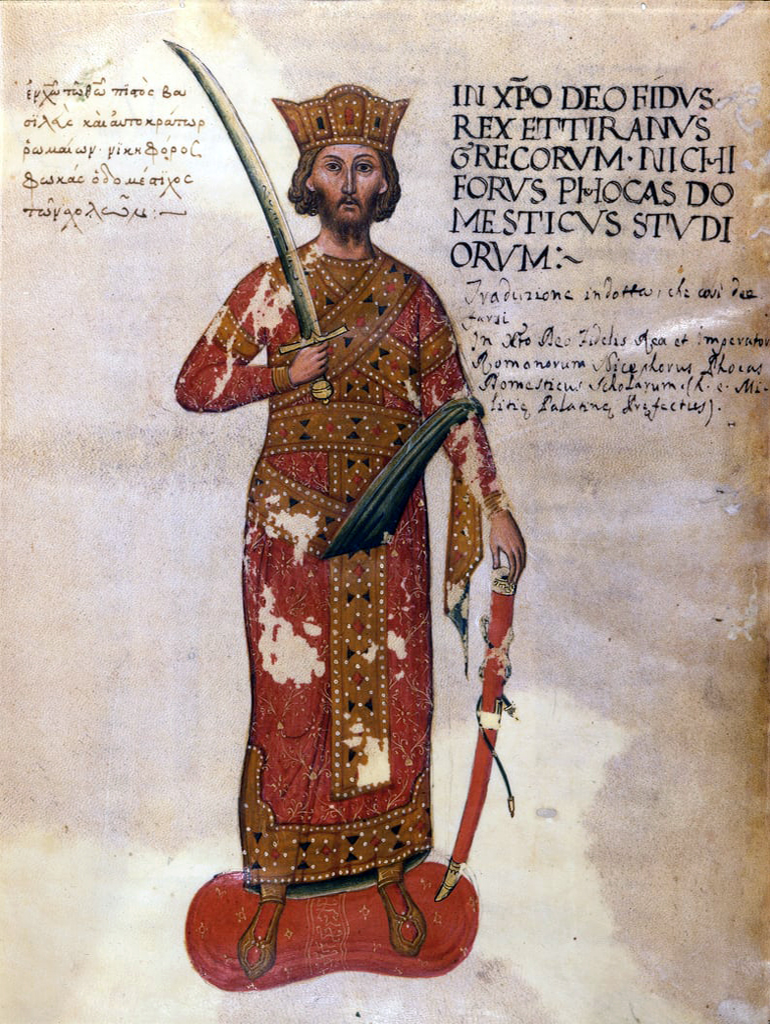
Keizer Nikephoros II (ca. 912 - 969)

Het jaar 963 is het 63e jaar in de 10e eeuw volgens de christelijke jaartelling.

## Gebeurtenissen

### Byzantijnse Rijk
- 15 maart - Keizer Romanos II overlijdt na een jachtpartij en is vermoedelijk vergiftigd door zijn vrouw Theophano. Hij wordt opgevolgd door zijn 5-jarige zoon Basileios II, Theophano wordt regentes en de facto heerser, zij benoemt haar tweede zoon Constantijn VIII (slechts drie jaar oud) als medekeizer van het Byzantijnse Rijk.[1]
- 2 juli - Nikephoros II ("Phokas") wordt door de Byzantijnse troepen in Caesarea tot keizer uitgeroepen. Met steun van keizerin-weduwe Theophano, maar onder tegenstand van de hofadviseur Joseph Bringas, trekt hij op naar Constantinopel. Nikephoros stuurt de Byzantijnse vloot om de Bosporus te beveiligen tegen vijanden.[2]
- 16 augustus - Nikephoros II ("Phokas") maakt een triomfantelijke intocht in Constantinopel en wordt geprezen als "de veroveraar". Hij wordt tot keizer gekroond in de Hagia Sophia en trouwt later met Theophano – dit om zijn 'staatsgreep' te versterken. Nikephoros ondermijnt de opvolgingsrechten van Basileios en Constantijn.[3]

### Europa
- Voorjaar - Gero I ("de Grote"), markgraaf van de Saksische Oostmark (of de Mark van Gero), voert een veldtocht tegen de Westelijke Slaven. Hij onderwerpt hertog Mieszko I van Polen, en dwingt hem tribuut te betalen aan keizer Otto I ("de Grote"). Gero breidt zijn gebied verder uit tot aan de monding van de rivier de Oder.[4]
- Svjatoslav I, heerser (knjaz) van het Kievse Rijk, begint een 2-jarige veldtocht waarin hij de Chazaren verslaat langs de rivier de Don. In de noordelijke Kaukasus plundert hij het gebied van de Osseten en de Circassiërs. Svjatoslav valt ook met succes de Wolga-Bulgaren aan tussen de rivier de Wolga en de Kama in Rusland.
- 6 november - Otto I ("de Grote") arriveert in Rome en roept een synode van bisschoppen bijeen, die paus Johannes XII direct afzet. Otto eist voortaan dat geen paus meer gekozen mag worden zonder zijn toestemming. Johannes XII en Adelbert I (medekoning van Italië) vluchten naar Campanië met de pauselijke schatkist.[5]
- Winter - Koning Berengarius II (de vader van Adelbert I) geeft zich over in Campanië aan Otto's troepen. Hij en zijn familie worden gevangengenomen en naar Bamberg afgevoerd.
- Luxemburg heeft haar oorsprong in de stichting van het graafschap Luxemburg. Graaf Siegfried bouwt het kasteel Lucilinburhuc, die uit zal groeien tot de stad Luxemburg.[6]
- Willem III ("het Vlashoofd"), hertog van Aquitanië, doet afstand van zijn adellijke functie en titels. Hij wordt opgevolgd door zijn 26-jarige zoon Willem IV ("de IJzeren Arm").[7]
- Godfried I ("de Gevangene"), markgraaf van Verdun, trouwt met Mathilde van Saksen. Zij is de dochter van Herman Billung, een van de belangrijkste vazallen van Otto I.

### Azië
- De Chinese regering van de Song-dynastie probeert de praktijk van crematie te verbieden; ondanks dat keizer Taizu een decreet uitvaardigt blijven de lagere en middenklasse hun doden cremeren, totdat de regering het probleem in de 12e eeuw oplost door openbare begraafplaatsen voor de lagere klasse aan te leggen.[8]
- Taizu begint militaire acties en diplomatieke onderhandelingen om het Chinese Keizerrijk te herenigen (waarschijnlijke datum).

### Religie
- 4 december - Het concilie kiest Leo VIII als nieuwe paus van de Katholieke Kerk. Maar als Otto I ("de Grote") terugkeert naar het noorden, neemt Johannes XII de pauselijke troon terug.[9]
- Eerste schriftelijke vermeldingen van Hemelveerdegem en Ophasselt (of Haslud) gelegen in de Belgische provincie Oost-Vlaanderen.

## Geboren
- 13 maart - Anna Porphyrogenitus, Byzantijns prinses (overleden 1011)
- 17 april - Sven Gaffelbaard, koning van Denemarken (overleden 1014)
- Hu Ze, Chinees bestuursambtenaar en staatsman (overleden 1039)
- Olaf I (of Olav Tryggvason), koning van Noorwegen (overleden 1000)

## Overleden
- 15 maart - Romanos II (25), keizer van het Byzantijnse Rijk (r. 959 - 963)
- 10 april - Uda van Metz (53), Duits edelvrouw en regentes (r. 942 - 963)